# Bredana
Bredana is een geslacht van spinnen uit de familie springspinnen (Salticidae).

## Soorten
De volgende soorten zijn bij het geslacht ingedeeld:
- Bredana alternata Gertsch, 1936
- Bredana complicata Gertsch, 1936